# Лоя аш
Лоя аш — це назва киргизького супу з баранини з додаванням бобів, овочів та зелені.

## Приготування
Перед приготуванням супу Лоя аш потрібно підготувати квасолю. Наприклад, це доцільно зробити з вечора. Для цього, замочують квасолю у воді, щоб вона стала м'якою. Наступного дня баранину слід промити та очистити від плівок, а потім порізати її на шматки. Далі, слід почистити й нарізати цибулю, часник, моркву та помідори. Під час самого приготування страви потрібно розігріти на олії сковорідку, щоб дещо обсмажити м'ясо. Слідом за м'ясом на сковорідку кладуться овочі. Все це тушиться разом приблизно 15 хвилин.
Далі всі інгредієнти перекладаються до каструлі в яку потім наливають води та додають квасолю. Все це вариться на повільному вогні. Страва буде готова, коли звариться квасоля. Час приготування квасолі може бути різним і залежить від якості, сорту, тощо. За 15 хвилин до готовності супу, слід додати в нього нарізану картоплю. Крім того, як звариться лоя аш потрібно додати в нього зелень та сметану, і одразу подавати гарячим на стіл.

## Інгредієнти страви
- Баранина — 400 грам
- Квасоля — 250 грам
- Помідори — 3 шт.
- Картопля — 4 шт.
- Вершкове масло — 1 столова ложка
- Сметана — 150 мл
- Цибуля ріпчаста — 2 шт.
- Часник — 2 зубчики
- Морква — 2 шт.
- Кріп — 3 столова ложка[2]